# Pelzerhaken
Pelzerhaken ist ein Ortsteil der Gemeinde Neustadt in Holstein im Norden Deutschlands bei Lübeck.

## Politik
Pelzerhaken ist ein Ortsteil der Gemeinde Neustadt in Holstein. Für Pelzerhaken wurde ein Ortsbeirat gebildet, der zur „Vorbereitung der Beschlussfassung über alle wichtigen Angelegenheiten, die den Ortsteil betreffen“, in der Neustädter Stadtverordnetenversammlung dient.

## Kultur und Sehenswürdigkeiten
Es gibt zwei markante Bauwerke in Pelzerhaken:
- Der Aufklärungsturm M vom Marinefernmeldestab 70
- Der Leuchtturm Pelzerhaken

## Wirtschaft und Tourismus
Pelzerhaken ist ein Seebadeort an der schleswig-holsteinischen Ostseeküste und dadurch vom Fremdenverkehr geprägt. Pelzerhaken verfügt über einen bewachten Sandstrand und touristische Infrastruktur. Hotels, Pensionen, Ferienhäuser und Campingplätze sind vorhanden, sowie Läden und Restaurants. Sie prägen das Bild des Ortes ebenso wie die kurze Seebrücke. Strand- und Badeaktivitäten sind möglich, auch Wasserski und Beach-Volleyball.

### Sport
Pelzerhaken gilt sowohl bei westlichen als auch östlichen Winden als attraktiver Surfspot. Wegen eines Sandbankgürtels weist das Wasser in einem großen Bereich Stehtiefe und wenig Wellen auf. Bei starkem Ostwind entstehen an den äußeren Sandbänken steile Wellen, die von Wellenreitern genutzt werden können.

### Regelmäßige Veranstaltungen
Pelzerhaken war von 2010 bis 2014 der Austragungsort des Jever Surf Festivals.
Am letzten August-Wochenende jeden Jahres findet seit 2022 die Veranstaltung „Waves and Soul“ statt, bei der Teilnehmer u. a. die Sportarten Wiingsurfen, Windsurfen, Opti- und Katamaransegeln sowie Stand-up-Paddling ausprobieren können.